# Rhyacophila silinka
Rhyacophila silinka är en nattsländeart som beskrevs av Arefina 1994. Rhyacophila silinka ingår i släktet Rhyacophila och familjen rovnattsländor. Inga underarter finns listade i Catalogue of Life.